# Rainier III. (Monaco)

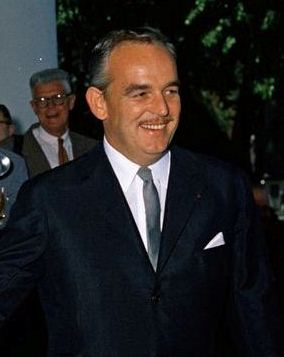
Fürst Rainier, 1961

Louis Henri Maxence Bertrand Rainier Grimaldi (* 31. Mai 1923 in Monaco; † 6. April 2005 ebenda), Sohn von Pierre de Polignac und der legitimierten Erbprinzessin Charlotte von Monaco, war von Mai 1949 bis März 2005 regierender Fürst von Monaco.

## Leben

Großes Wappen Seiner Durchlaucht des Fürsten Rainier III. von Monaco

Rainier besuchte während seiner Schulzeit zwei englische Internate, zunächst in St. Leonards-on-Sea nahe Hastings, anschließend in Stowe in Buckinghamshire. Von dort wechselte er an das Institut Institut Le Rosey in Rolle und Gstaad in der Schweiz. Nach der Abschlussprüfung in Le Rosey im Sommer 1939 studierte er zunächst an der Universität von Montpellier, danach an der École libre des sciences politiques in Paris.
Da seine Mutter, Erbprinzessin Charlotte, 1944 zu seinen Gunsten auf die Thronfolge verzichtet hatte und sein Vater, Pierre de Polignac, 1933 durch eine fürstliche Verordnung von ihr geschieden worden war, folgte er seinem Großvater, Fürst Louis II. von Monaco, am 9. Mai 1949 auf den Thron. Zwar stand Rainier von Anfang an ein vollständiger Regierungsapparat zur Verfügung, doch entschied er jede wichtige Einzelheit allein und führte das Fürstentum wie ein Familienunternehmen. Das lag auch daran, dass sein Großvater zu Lebzeiten stets zu verhindern versucht hatte, dass Rainier im Falle seines Todes regierender Fürst würde.
1950 stiftete er den Grimaldi-Orden.
Im April 1955 traf Rainier III. erstmals die amerikanische Filmschauspielerin Grace Kelly. Das Treffen war von der französischen Zeitschrift Paris Match arrangiert worden, um anlässlich der Filmfestspiele von Cannes eine zugkräftige Titelgeschichte zu haben. Schon ein Jahr später erfolgte am 18. April 1956 die standesamtliche, am Tag darauf die kirchliche Trauung mit Grace, die sich von da an Fürstin Gracia Patricia nannte. Die Hochzeit machte Monaco zum Zentrum der internationalen High Society, brachte Tourismus und Geld in den Zwergstaat. Die Mitgift von 2 Mio. US-Dollar wurde je zur Hälfte von Grace Kelly und ihrem Vater bezahlt. Die Ehe verlief ohne Skandal. Aus ihr gingen drei Kinder, Caroline, Albert und Stéphanie, hervor. Der frühe Tod Gracia Patricias 1982 durch einen Autounfall war für Rainier ein schwerer Schicksalsschlag, da er seine Frau und sich privat und beruflich als Team betrachtete.

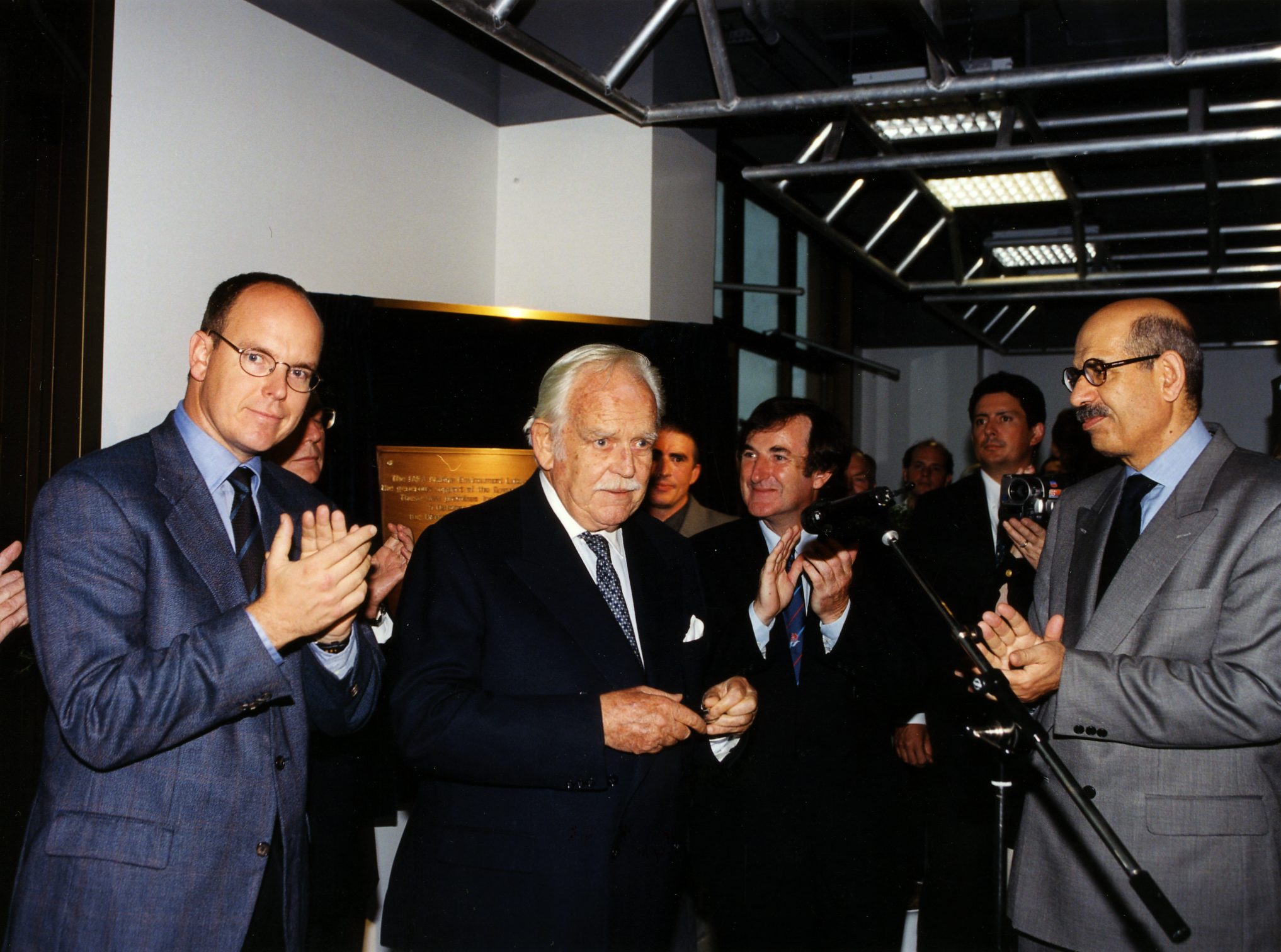
Rainier III. (Mitte) mit seinem Sohn Albert II. (links)

1974 gründete Rainier das Zirkusfestival von Monte Carlo.
In den 1980er Jahren baute er die Wirtschaft Monacos mit neuen Investoren aus der Chemie-, Pharma-, Feinmechanik- und Kosmetikbranche aus. Er erweiterte das Kongresswesen, ließ einen Anleger für Luxusschiffe bauen und gewann neue Landfläche an der Küste. Die Formel 1 konnte er über Jahre im Land halten. Das früher für Monacos Staatsfinanzen wichtige Glücksspiel verlor während seiner Regentschaft an Bedeutung.
Rainiers privates Vermögen betrug rund zwei Milliarden Euro. Zu seinem Besitz gehörten der Fürstenpalast in Monaco, ein Schloss in Marchais in der Picardie, ein Privatjet, eine Yacht, eine 180 Fahrzeuge umfassende Sammlung von Oldtimer-Automobilen, eine der kostbarsten Briefmarkensammlungen der Welt sowie Aktien der Société des bains de mer, die unter anderem die Spielbank Monte Carlo betreibt.

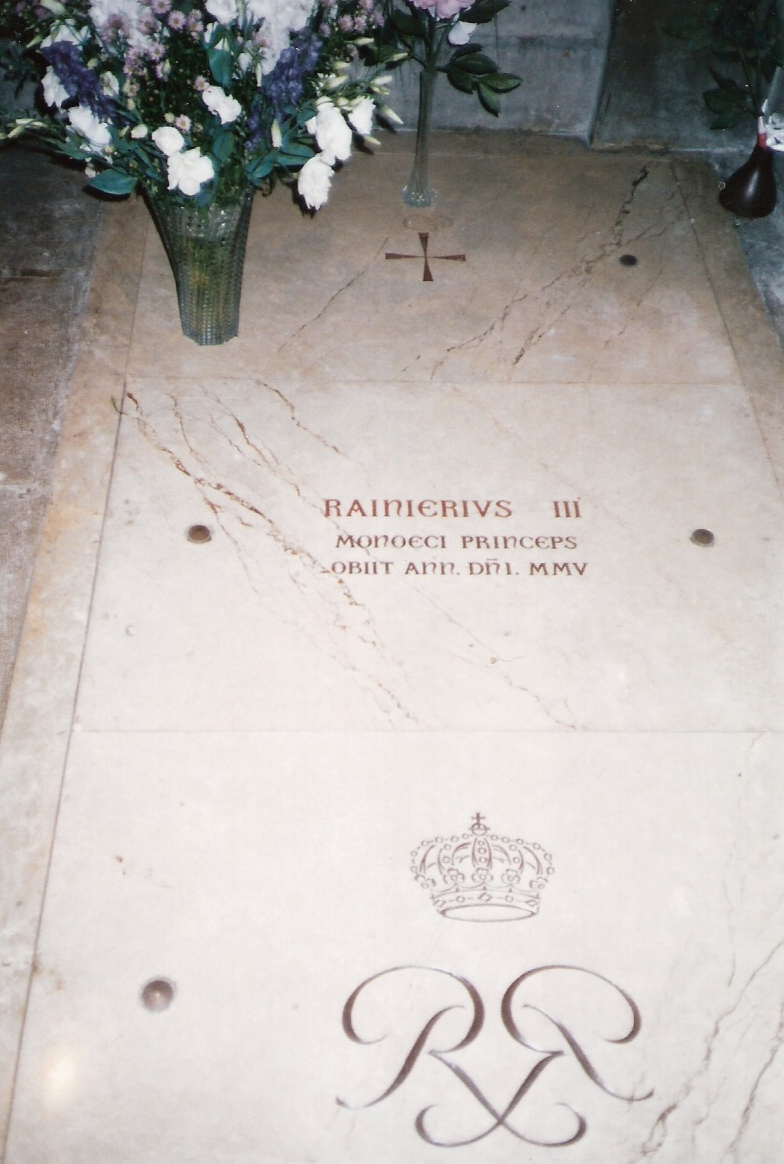
Grabplatte Rainiers III.

Seit den 1990er Jahren war Rainiers Gesundheit angeschlagen. 1994 unterzog er sich einer Bypass-Operation, 2000 nacheinander drei chirurgischen Eingriffen an der Lunge. 2004 wurde er wegen einer Grippe und Herzbeschwerden ins Krankenhaus eingewiesen. Am 8. März 2005 wurde er mit einer Lungenentzündung in die Herz-Lungen-Klinik Monacos eingeliefert, am 21. März auf die Intensivstation verlegt. Am 26. März gab das Krankenhaus bekannt, dass sich sein Gesundheitszustand stark verschlechtert habe. Papst Johannes Paul II. sandte kurz vor seinem eigenen Tod noch einen besonderen apostolischen Segen zur Familie Grimaldi nach Monaco. Da der Fürst aufgrund seiner Erkrankung nicht mehr regierungsfähig war, wurden die Regierungsgeschäfte am 31. März 2005 auf seinen Sohn Albert übertragen. Fürst Rainier starb am 6. April 2005.
Zu den Trauergästen in der Kathedrale Notre-Dame-Immaculée von Monaco gehörten neben der Familie Grimaldi der französische Staatspräsident Jacques Chirac, König Carl XVI. Gustaf und Königin Silvia von Schweden, der spanische König Juan Carlos I. und der belgische König Albert II. sowie Franz von Bayern, Eberhard Herzog von Württemberg, Prinz Joachim zu Dänemark, Prinzessin Zahra Aga Khan, Prinz Alois von Liechtenstein, Prinz Andrew, Herzog von York, und die frühere iranische Kaiserin, Farah Diba.

## Titel
Der volle Titel Rainiers III. lautete: Prince de Monaco, Duc de Valentinois, Marquis des Baux, Comte de Carladès, Baron du Buis, Seigneur de Saint-Remy, Sire de Matignon, Comte de Torigni, Baron de Saint-Lô, de la Luthumière et de Hambye, Duc d’Estouteville, de Mazarin et de Mayenne, Prince de Château-Porcien, Comte de Ferrette, de Belfort, de Thann et de Rosemont, Baron d’Altkirch et Seigneur d’Issenheim, Marquis de Chilly, Comte de Longjumeau, Baron de Massy, Marquis de Guiscard. Die offizielle Titulatur des Fürsten lautete: Son Altesse Sérénissime le Prince Rainier III (deutsch: Seine Durchlaucht Fürst Rainier III.). Eine Eindeutschung seines Namens, „Rainer III.“, ist (wie bei vielen modernen Mitgliedern ausländischer, nach 1945 regierender Fürstenhäuser) anders als bei historischen Herrscherpersönlichkeiten heute nicht mehr üblich.

## Direkte Nachkommen
Aus der Ehe Rainiers mit Fürstin Gracia Patricia gingen drei Nachkommen hervor:
- Caroline (* 23. Januar 1957)

1. ⚭ (1978) Philippe Junot
2. ⚭ (1983) Stefano Casiraghi
3. ⚭ (1999) Ernst August von Hannover

- Albert (* 14. März 1958), seit 2005 Fürst Albert II. ⚭ (2011) Charlene Wittstock
- Stéphanie (* 1. Februar 1965)

1. ⚭ (1995) Daniel Ducruet
2. ⚭ (2003) Adans Lopez Peres

## Vorfahren
| Ahnentafel Rainier III., Fürst von Monaco (1949–2005) | Ahnentafel Rainier III., Fürst von Monaco (1949–2005)                                                                | Ahnentafel Rainier III., Fürst von Monaco (1949–2005)                                        | Ahnentafel Rainier III., Fürst von Monaco (1949–2005)                                       | Ahnentafel Rainier III., Fürst von Monaco (1949–2005)                                       | Ahnentafel Rainier III., Fürst von Monaco (1949–2005)                                     | Ahnentafel Rainier III., Fürst von Monaco (1949–2005)                                            | Ahnentafel Rainier III., Fürst von Monaco (1949–2005)                                     | Ahnentafel Rainier III., Fürst von Monaco (1949–2005)                                     |
| ----------------------------------------------------- | --- | -------------------------------------------------------------------------------------------- | ------------------------------------------------------------------------------------------- | ------------------------------------------------------------------------------------------- | ----------------------------------------------------------------------------------------- | ------------------------------------------------------------------------------------------------ | ----------------------------------------------------------------------------------------- | ----------------------------------------------------------------------------------------- |
| Ururgroßeltern                                        | Graf Camille Melchior de Polignac (1781–1855) ⚭ 1810 Marie Charlotte Alphonsine Le Vassor de La Touche de Beauregard | Joseph Le Normand De Morando (1769–1843) ⚭ 1817 Anne Papin De Thevigne (1797–1870)           | Francisco de la Torre y Cossío ⚭ Josefa Gil                                                 | Gregorio de Mier y Terán (1796–1869) ⚭ Mariana de Celis y Dosal                             | Fürst Charles III. (1818–1889) ⚭ 1846 Gräfin Antoinette de Mérode-Westerloo (1828–1864)   | Herzog William Douglas-Hamilton (1811–1863) ⚭ 1843 Prinzessin Marie Amalie von Baden (1817–1888) | Jacques Antoine Louvet (1793–1872) ⚭ Marie Catherine Jouanne                              | Pierre Michel Piedefer ⚭ Marie Anne Brunel                                                |
| Urgroßeltern                                          | Graf Charles Marie de Polignac (1824–1881) ⚭ 1851 Josephine Lenormand de Morando (1828–1883)                         | Graf Charles Marie de Polignac (1824–1881) ⚭ 1851 Josephine Lenormand de Morando (1828–1883) | Isidro Fernando de La Torre y Gil (1816–1881) ⚭ Luisa de Mier y Celis (1830–1883)           | Isidro Fernando de La Torre y Gil (1816–1881) ⚭ Luisa de Mier y Celis (1830–1883)           | Fürst Albert I. (1848–1922) ⚭ 1869 Prinzessin Mary Victoria Hamilton (1850–1922)          | Fürst Albert I. (1848–1922) ⚭ 1869 Prinzessin Mary Victoria Hamilton (1850–1922)                 | Jacques Henri Louvet (1830–1910) ⚭ 1852 Joséphine Elmire Piedefer (1828–1871)             | Jacques Henri Louvet (1830–1910) ⚭ 1852 Joséphine Elmire Piedefer (1828–1871)             |
| Großeltern                                            | Graf Maxence Melchior de Polignac (1857–1936) ⚭ 1881 Suzanne de La Torre y Mier (1858–1913)                          | Graf Maxence Melchior de Polignac (1857–1936) ⚭ 1881 Suzanne de La Torre y Mier (1858–1913)  | Graf Maxence Melchior de Polignac (1857–1936) ⚭ 1881 Suzanne de La Torre y Mier (1858–1913) | Graf Maxence Melchior de Polignac (1857–1936) ⚭ 1881 Suzanne de La Torre y Mier (1858–1913) | Fürst Louis II. (1870–1949) + Marie Juliette Louvet (1867–1930)                           | Fürst Louis II. (1870–1949) + Marie Juliette Louvet (1867–1930)                                  | Fürst Louis II. (1870–1949) + Marie Juliette Louvet (1867–1930)                           | Fürst Louis II. (1870–1949) + Marie Juliette Louvet (1867–1930)                           |
| Eltern                                                | Graf Pierre de Polignac (1895–1964) ⚭ 1920 Erbprinzessin Charlotte von Monaco (1898–1977)                            | Graf Pierre de Polignac (1895–1964) ⚭ 1920 Erbprinzessin Charlotte von Monaco (1898–1977)    | Graf Pierre de Polignac (1895–1964) ⚭ 1920 Erbprinzessin Charlotte von Monaco (1898–1977)   | Graf Pierre de Polignac (1895–1964) ⚭ 1920 Erbprinzessin Charlotte von Monaco (1898–1977)   | Graf Pierre de Polignac (1895–1964) ⚭ 1920 Erbprinzessin Charlotte von Monaco (1898–1977) | Graf Pierre de Polignac (1895–1964) ⚭ 1920 Erbprinzessin Charlotte von Monaco (1898–1977)        | Graf Pierre de Polignac (1895–1964) ⚭ 1920 Erbprinzessin Charlotte von Monaco (1898–1977) | Graf Pierre de Polignac (1895–1964) ⚭ 1920 Erbprinzessin Charlotte von Monaco (1898–1977) |
| Fürst Rainier III. von Monaco (1923–2005)             | |                                                                                              |                                                                                             |                                                                                             |                                                                                           |                                                                                                  |                                                                                           |                                                                                           |